# Bulbophyllum keralense
Bulbophyllum keralense là một loài phong lan thuộc chi Bulbophyllum.